# Cerradomys vivoi
Cerradomys vivoi és una espècie de mamífer rosegador de la família dels cricètids. És endèmic de l'est del Brasil. Té el pelatge suau i espès. La cua és força més llarga que el cap i el cos junts. Els seus hàbitats naturals són els boscos secundaris semiperennifolis, els boscos de galeria la caatinga. L'espècie fou anomenada en honor del zoòleg brasiler Mario de Vivo.